# Q-Flex

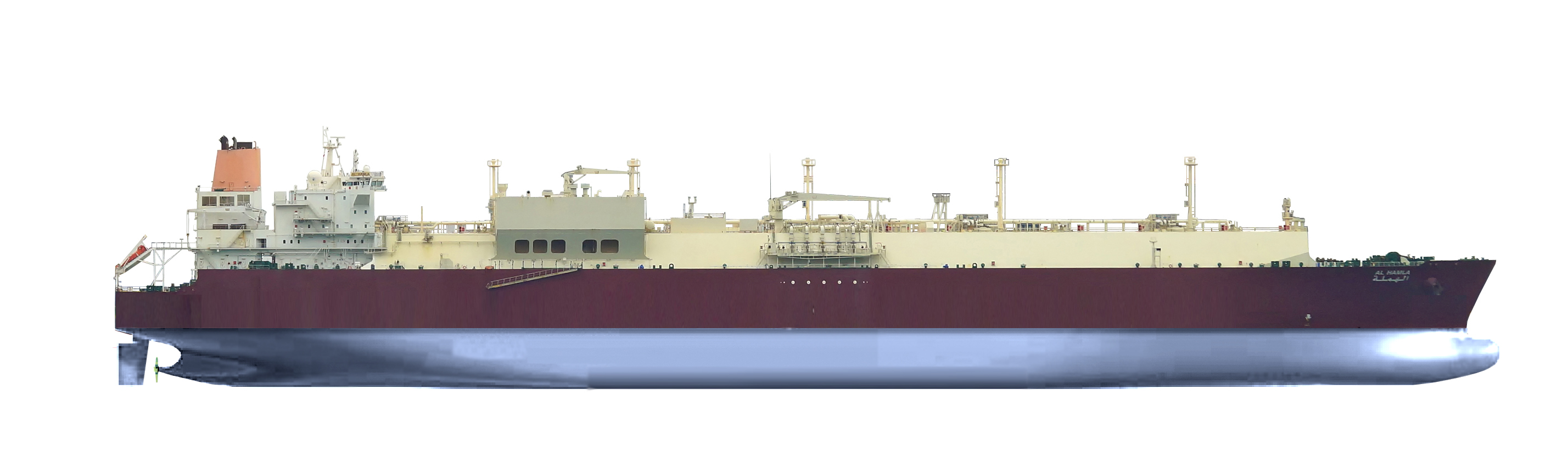
Al Hamla, СПГ-танкер класса Q-Flex

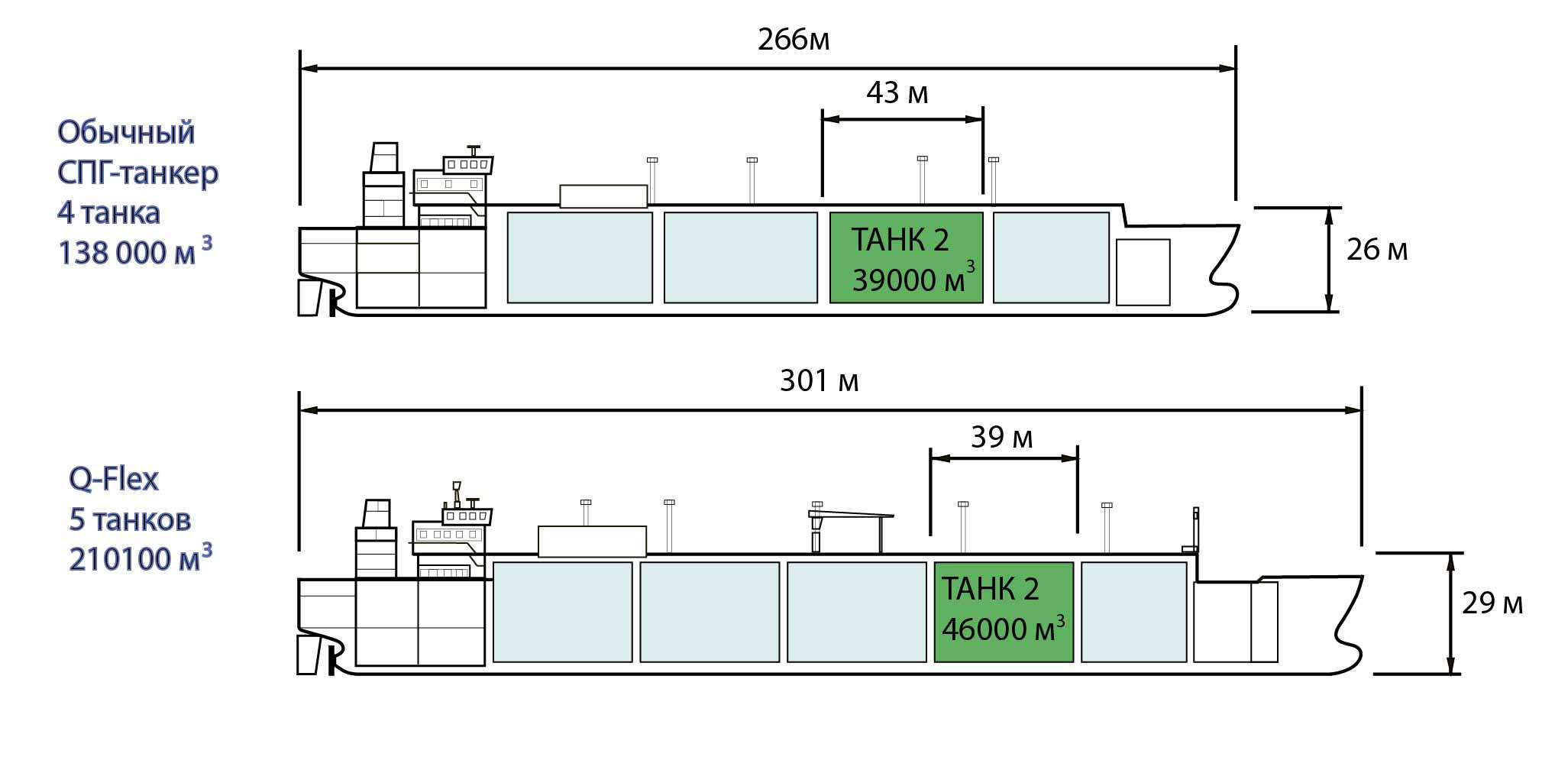
Количество и размеры грузовых танков у Q-Flex и традиционных СПГ-танкеров

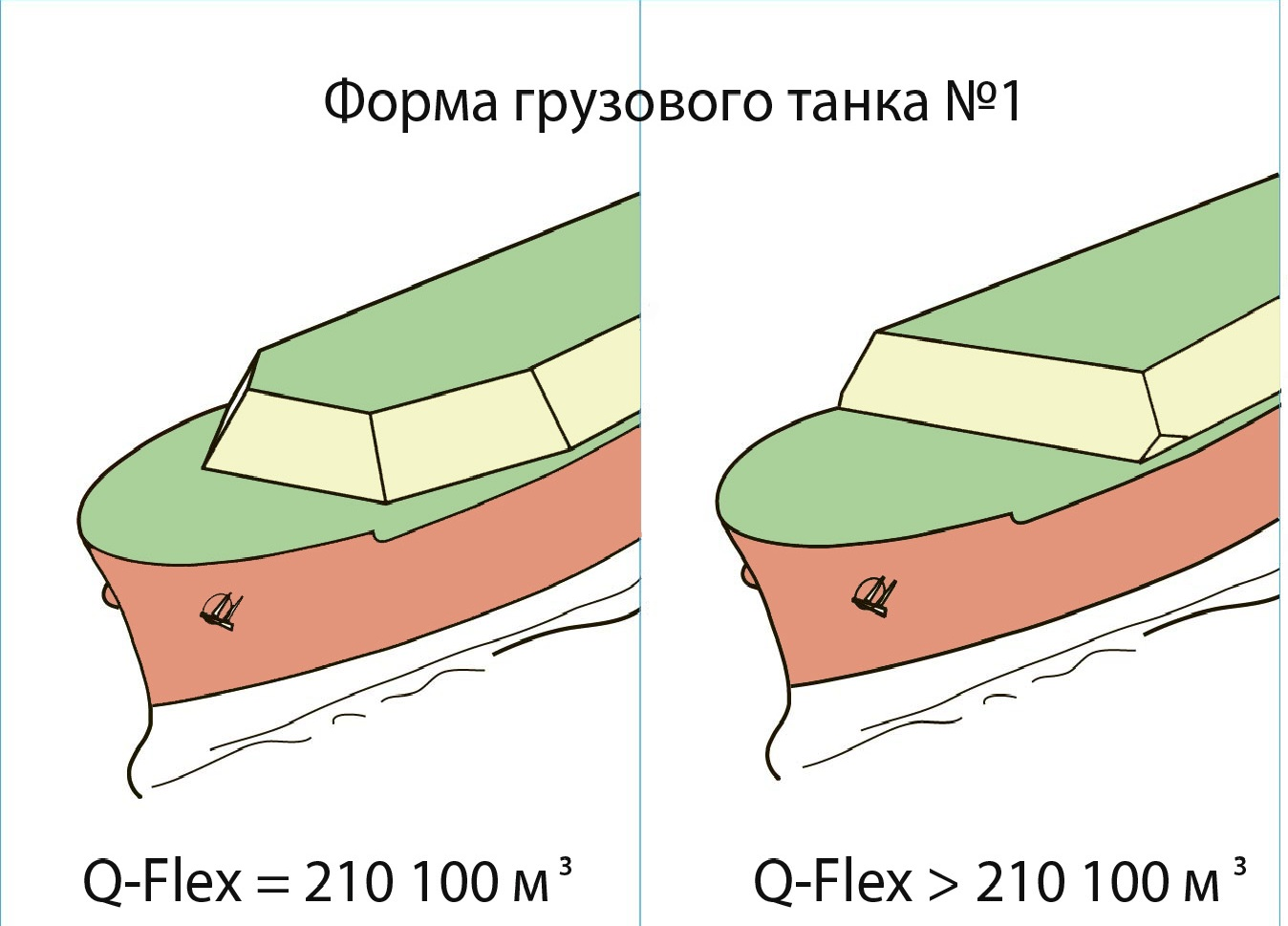
Различия во внешнем виде

Q-Flex (Qatar-Flex) — класс танкеров для перевозки сжиженного природного газа (газовозов) с мембранными резервуарами (танками).

## Проектирование
Проектирование судов Q-Flex и Q-Max вела команда инженеров ExxonMobil и Gaztransport & Technigaz, возглавляемая Энди Ричардсоном (Andy Richardson) , при финансовом содействии Qatargas. Идея заключалась в уменьшении эксплуатационных расходов за счёт размеров судна. Работа над проектом началась в декабре 2001 года. Одним из важных направлений исследований являлся подбор размеров и оптимального количества грузовых танков, дабы уменьшить влияние плескания жидкости внутри них на остойчивость судна. По результатам исследований танки сделали короче, но выше, чем у традиционных СПГ-танкеров, и увеличили их количество с четырёх до пяти.
Также анализировались возможности портов назначения по максимальным габаритам судов, и возможность прохождения каналов, решалась задача уменьшения потерь груза в пути за счёт испарения.
В 2002—2003 м годах проводилось технико-экономическое обоснование, в частности, решался вопрос выбора между тремя вариантами силовых установок: одновальной паровой турбиной, двумя тихоходными двигателями на мазуте, или двухтопливной дизель-электрической установкой.
В конце 2003 года были готовы технические спецификации Q-Flex. Во втором квартале 2004 года началась работа с верфями. В 2005м — размещены первые заказы на Q-Flex. В 2006 — на Q-Max.

## Техническое описание
Габаритные размеры: длина — 315 м, ширина — 50 м, высота по борту — 27 м, высота по мачтам — 35,1 м, осадка — 12 м.
Суда типов Q-Flex и Q-Max оптимизированы для прохождения Суэцкого канала, но габариты не позволяют им пройти через Панамский канал.
Q-Flex имеет пять мембранных танков системы Gas Transport-Technigas общей вместимостью от 210 100 м 3 до 217 000 м 3. У танкеров с объёмом 210 100 м 3 — танки типа GTT NO96, у танкеров большей вместимости — типа TGZ Mark III. Визуально танкеры разной вместимости можно отличить по форме грузового танка № 1.
Корабли проектировались в начале двухтысячных годов, когда СПГ был дорогим, поэтому, чтобы избежать потери груза в пути, в конструкции предусмотрена установка повторного сжижения газа (LNG Reliquefaction System. LNGRS.- англ) Mark III производства Hamworthy Gas Systems. Испарившийся газ вновь сжижается и возвращается в грузовые резервуары, поэтому в качестве основной силовой установки судна применена не традиционная для СПГ-танкеров паровая турбина, работающая при ходе под грузом на испаряющемся из резервуаров газе, а дизельные двигатели. Установка повторного сжижения газа (УПСГ) потребляет до 35-40 тонн топлива в сутки, и если её не использовать, за сутки танкер Q-Flex теряет от испарения до 0,1 % груза.
Основная силовая установка — два низкооборотных шестицилиндровых двухтактных дизельных двигателя MAN-B&W 6S70ME-C производства Doosan Engine Co. Мощность одного двигателя — 25 320 лошадиных сил (16,550 кВт) при 87 оборотах в минуту. Топливо — флотский мазут (HFO). Расход топлива — 110,1 тонн/день для танкеров вместимостью 210 100 м 3 и 116,5 тонн/день для танкеров большей вместимости.
Вспомогательная силовая установка — пять дизель-генераторов. Дизели имеют мощность 3500 кВт при 720 об/мин. Топливо — флотский мазут. Генераторы при тех же оборотах выдают 3360 кВт . Итого суммарная мощность вспомогательной силовой установки — 16,8 МВт. Из них 6,2 МВт потребляет УПСГ.
Движитель — два пятилопастных винта противоположного вращения. Диаметр винтов — 7,6 м.
Скорость при работе основной силовой установки на 85 % мощности от максимального длительного режима — 19,5 узлов. (у танкеров вместимостью 210 100 м³ — 20,5 узлов).
Команда — 37 человек, из них 19 офицеров.
В общем, предполагается, что танкеры Q-Flex расходуют на 40 % меньше энергии и на столько же меньше выбрасывают углекислого газа, по сравнению с обычными СПГ-танкерами. До момента ввода в эксплуатацию танкеров типа Q-Max, это был самый большой в мире СПГ-танкер с грузоподъёмностью, более чем в 1,5 раза превышающей грузоподъёмность обычных СПГ-танкеров.

## Производители
Головное судно проекта — «Al-Gattara», было построено Hyundai Heavy Industries в октябре 2007 года. СПГ-танкеры типа Q-Flex строили также Daewoo Shipbuilding & Marine Engineering Company и Samsung Heavy Industries. Установленная на судах серии система сжижения газа LNGRS — Mark III разработана и поставлялась Wärtsilä/Hamworthy Gas Systems, и сертифицирована компанией DNV.

## Корабли класса
Всего в период с 2007 по 2010 год был построен 31 СПГ-танкер типа Q-Flex. Все они принадлежат холдинговой компании Qatar Gas Transport Company (Nakilat) и различным судоходным компаниям, таким как Overseas Shipholding Group, ProNav и J5 Consortium (Mitsui OSK Lines, NYK, K Line, Mitsui и Iino Kaiun совместно с Qatar Gas Co Transport (Nakilat)), и зафрахтованы для катарских производителей СПГ Qatargas и RasGas.

### Список судов
Список построенных СПГ-танкеров по состоянию на конец 2012 года.
| Корабль        | Построен   | Вместимость | Производитель | Владелец      | стоимость |
| -------------- | ---------- | ----------- | ------------- | ------------- | --------- |
| Al-Gattara     | окт. 2007  | 216 280 м 3 | Hyundai H.I.  | OSG/Nakilat   | $216 млн  |
| Tembek         | окт. 2007  | 216 200 м 3 | Samsung H.I.  | OSG/Nakilat   | $229 млн  |
| Al Safliya     | дек. 2007  | 210 100 м 3 | Daewoo S.M.E. | ProNav        | $215 млн  |
| Al Ruwais      | нояб. 2007 | 210 100 м 3 | Daewoo S.M.E. | ProNav        | $215 млн  |
| Al Aamriya     | февр. 2008 | 210 168 м 3 | Daewoo S.M.E. | J5 Consortium | $235 млн  |
| Al Ghariya     | февр. 2008 | 210 100 м 3 | Daewoo S.M.E. | ProNav        | $215 млн  |
| Al Gharrafa    | янв. 2008  | 216 224 м 3 | Hyundai H.I.  | OSG/Nakilat   | $216 млн  |
| Al Hamla       | февр. 2008 | 216 200 м 3 | Samsung H.I.  | OSG           | $229 млн  |
| Al Huwaila     | май 2008   | 214 176 м 3 | Samsung H.I.  | Teekay        | $240 млн  |
| Al Kharsaah    | май 2008   | 214 198 м 3 | Samsung H.I.  | Teekay        | $240 млн  |
| Al Khuwair     | июль 2008  | 213 101 м 3 | Samsung H.I.  | Teekay        | $240 млн  |
| Al Oraiq       | апр. 2008  | 210 198 м 3 | Daewoo S.M.E. | J5 Consortium | $235 млн  |
| Al Sahla       | июнь 2008  | 216 164 м 3 | Hyundai H.I.  | J5 Consortium | $234 млн  |
| Al Shamal      | июнь 2008  | 213 536 м 3 | Samsung H.I.  | Teekay        | $240 млн  |
| Al Thumama     | апр. 2008  | 216 235 м 3 | Hyundai H.I.  | J5 Consortium | $234 млн  |
| Al Utoriya     | сент. 2008 | 216 203 м 3 | Hyundai H.I.  | J5 Consortium | $234 млн  |
| Duhail         | янв. 2008  | 210 100 м 3 | Daewoo S.M.E. | ProNav        | $215 млн  |
| Fraiha         | сент. 2008 | 210 152 м 3 | Daewoo S.M.E. | J5 Consortium | $235 млн  |
| Murwab         | май 2008   | 210 174 м 3 | Daewoo S.M.E. | J5 Consortium | $235 млн  |
| Umm Al Amad    | авг. 2008  | 210 157 м 3 | Daewoo S.M.E. | J5 Consortium | $235 млн  |
| Al Ghashamiya  | март 2009  | 217 330 м 3 | Samsung H.I.  | Nakilat       |           |
| Al Kharaana    | окт. 2009  | 210 100 м 3 | Daewoo S.M.E. | Nakilat       |           |
| Al Kharaitiyat | май 2009   | 216 200 м 3 | Hyundai H.I.  | Nakilat       |           |
| Al Khattiya    | окт. 2009  | 210 100 м 3 | Daewoo S.M.E. | Nakilat       |           |
| Al Nuaman      | дек. 2009  | 210 100 м 3 | Daewoo S.M.E. | Nakilat       |           |
| Al Rekayyat    | июнь 2009  | 216 200 м 3 | Hyundai H.I.  | Nakilat       |           |
| Al Sadd        | март 2009  | 210 162 м 3 | Daewoo S.M.E. | Nakilat       |           |
| Al Sheehaniya  | февр. 2009 | 210 166 м 3 | Daewoo S.M.E. | Nakilat       |           |
| Mesaimeer      | март 2009  | 216 200 м 3 | Hyundai H.I.  | Nakilat       |           |
| Onaiza         | апр. 2009  | 210 150 м 3 | Daewoo S.M.E. | Nakilat       |           |
| Al Bahiya      | янв. 2010  | 210 100 м 3 | Daewoo S.M.E. | Nakilat       |           |